# Пеничка, Мартин
Ма́ртин Пеничка (чеш. Martin Pěnička; 10 декабря 1969, Либерец, Северочешский край — 25 февраля 2023, Яблонец-над-Нисоу) — чехословацкий и чешский футболист, играл на позиции защитника.

## Биография

### Игровая карьера
В течение одного сезона Пеничка играл за либерецкий «Слован». В 1989 году перешёл в «Унион» из Хеба, в составе которого отыграл три сезона.
В 1990 году перешёл в пражскую «Славию», за которую играл в течение семи сезонов. Пеничка был ключевой частью команды, в составе которой выиграл чемпионский титул в 1996 году и Кубок Чехии в 1997 году. Главным успехом для «Славии» в то время был выход в полуфинал Кубка УЕФА в сезоне 1995/96. Всего в чемпионатах Чехословакии и Чехии Пеничка сыграл за «красно-белых» 185 матчей и забил 22 гола.
В 1997 году перешёл в бельгийский «Локерен», за который играл в течение трёх сезонов. В последующие годы играл за «Зброёвку», «Младу-Болеслав» и «Хомутов». Завершил карьеру в 2003 году.

### Смерть
Скоропостижно скончался 25 февраля 2023 года в возрасте 53 лет.

## Достижения
«Славия» (Прага)
- Чемпион Чехии (1): 1995/96
- Обладатель Кубка Чехии (1): 1996/97